# Campeonato Europeu de Hóquei em Patins Masculino de 2002
O Campeonato Europeu de 2002 foi a 45.ª edição do Campeonato Europeu de Hóquei em Patins.

## Participantes
| País       | Participação | Melhor Resultado |
| Espanha    | 33.ª         | Campeão (1951, 1954, 1955, 1957, 1969, 1979, 1981, 1983, 1985 e 2000)                                                             |
| Portugal   | 40.ª         | Campeão (1947, 1948, 1949, 1950, 1952, 1956, 1959, 1961, 1963, 1965, 1967, 1971, 1973, 1975, 1977, 1987, 1992, 1994, 1996 e 1998) |
| Itália     | 43.ª         | Campeão (1953 e 1990) |
| França     | 44.ª         | 2.º Lugar (1926, 1927, 1928, 1930 e 1931)                                                                                         |
| Suíça      | 45.ª         | 2.º Lugar (1937) |
| Alemanha   | 41.ª         | 2.º Lugar (1932 e 1934) |
| Holanda    | 30.ª         | 3.º Lugar (1963, 1967, 1969 e 1981)                                                                                               |
| Inglaterra | 45.ª         | Campeão (1926, 1927, 1928, 1929, 1930, 1931, 1932, 1934, 1936, 1937, 1938 e 1939)                                                 |
| Áustria    | 4.ª          | 9.º Lugar (1996 e 1998) |
| ---------- | ------------ | --- |

## Fase de Grupos

### Grupo A
|            | Espanha | França | Suíça | Inglaterra |
| ---------- | ------- | ------ | ----- | ---------- |
| Espanha    |         | 2-1    | 6-2   | 13-0       |
| França     |         |        | 2-0   | 4-1        |
| Suíça      |         |        |       | 4-1        |
| Inglaterra |         |        |       |            |

| CI. | Equipa     | Pts | J | V | E | D | GM | GS | DG  |
| --- | ---------- | --- | - | - | - | - | -- | -- | --- |
| 1.º | Espanha    | 9   | 3 | 3 | 0 | 0 | 21 | 3  | 18  |
| 2.º | França     | 6   | 3 | 2 | 0 | 1 | 7  | 4  | 3   |
| 3.º | Suíça      | 3   | 3 | 1 | 0 | 2 | 6  | 9  | -3  |
| 4.º | Inglaterra | 0   | 3 | 0 | 0 | 3 | 3  | 21 | -18 |

### Grupo B
|          | Portugal | Itália | Alemanha | Países Baixos | Áustria |
| -------- | -------- | ------ | -------- | ------------- | ------- |
| Portugal |          | 4-2    | 8-0      | 12-0          | 22-0    |
| Itália   |          |        | 12-0     | 13-0          | 23-0    |
| Alemanha |          |        |          | 3-2           | 7-0     |
| Holanda  |          |        |          |               | 5-3     |
| Áustria  |          |        |          |               |         |

| CI  | Equipa   | Pts | J | V | E | D | GM | GS | DG  |
| --- | -------- | --- | - | - | - | - | -- | -- | --- |
| 1.º | Portugal | 12  | 4 | 4 | 0 | 0 | 46 | 2  | 44  |
| 2.º | Itália   | 9   | 4 | 3 | 0 | 1 | 50 | 4  | 46  |
| 3.º | Alemanha | 6   | 4 | 2 | 0 | 2 | 10 | 22 | -12 |
| 4.º | Holanda  | 3   | 4 | 1 | 0 | 3 | 7  | 31 | -24 |
| 5.º | Áustria  | 0   | 4 | 0 | 0 | 4 | 3  | 57 | -54 |

## Fase Final

### 5.º-9.º Lugar
|                       | Suíça | Inglaterra | Alemanha | Países Baixos | Áustria |
| --------------------- | ----- | ---------- | -------- | ------------- | ------- |
| Suíça                 |       | 4-1*       | 6-2      | 6-1           | 14-1    |
| Inglaterra            |       |            | 3-2      | 3-3           | 6-2     |
| Alemanha              |       |            |          | 3-2*          | 7-0*    |
| [[Holanda\|]] Holanda |       |            |          |               | 5-3*    |
| Áustria               |       |            |          |               |         |

| CI. | Equipa     | Pts | J | V | E | D | GM | GS | DG  |
| --- | ---------- | --- | - | - | - | - | -- | -- | --- |
| 5.º | Suíça      | 12  | 4 | 4 | 0 | 0 | 30 | 5  | 25  |
| 6.º | Inglaterra | 7   | 4 | 2 | 1 | 1 | 13 | 11 | 2   |
| 7.º | Alemanha   | 6   | 4 | 2 | 0 | 2 | 14 | 11 | 3   |
| 8.º | Holanda    | 4   | 4 | 1 | 1 | 2 | 11 | 15 | -4  |
| 9.º | Áustria    | 0   | 4 | 0 | 0 | 4 | 6  | 32 | -26 |

'* Resultados da 1.ª Fase

### Apuramento de Campeão
|  | Meias Finais        | Meias Finais        |   |                     | Final               | Final |  |
|  |                     |                     |   |                     |                     |       |  |
|  | 12 de Julho de 2002 |                     |   |                     |                     |       |  |
|  | Espanha             | 7                   |   |                     |                     |       |  |
|  | Itália              | 2                   |   |                     |                     |       |  |
|  |                     |                     |   |                     |                     |       |  |
|  |                     |                     |   |                     | 13 de Julho de 2002 |       |  |
|  |                     |                     |   |                     | Espanha             | 4     |  |
|  |                     | Portugal            | 2 |                     |                     |       |  |
|  |                     |                     |   |                     |                     |       |  |
|  |                     |                     |   |                     |                     |       |  |
|  |                     |                     |   |                     | 3.º e 4.º Lugar     |       |  |
|  | 12 de Julho de 2002 | 12 de Julho de 2002 |   | 13 de Julho de 2002 | 13 de Julho de 2002 |       |  |
|  | Portugal            | 4                   |   | Itália              | 4                   |       |  |
|  | França              | 2                   |   |                     | França              | 3     |  |

## Classificação final
| Lugar | Seleção    | J | V | E | D | GM | GS | Dif. |
| ----- | ---------- | - | - | - | - | -- | -- | ---- |
|       | Espanha    | 5 | 5 | 0 | 0 | 32 | 7  | +25  |
|       | Portugal   | 6 | 5 | 0 | 1 | 52 | 8  | +44  |
|       | Itália     | 6 | 4 | 0 | 2 | 56 | 14 | +42  |
| 4     | França     | 5 | 2 | 0 | 3 | 12 | 12 | 0    |
| 5     | Suíça      | 6 | 4 | 0 | 2 | 32 | 13 | +19  |
| 6     | Inglaterra | 6 | 2 | 1 | 3 | 15 | 28 | -13  |
| 7     | Alemanha   | 6 | 2 | 0 | 4 | 14 | 31 | -17  |
| 8     | Holanda    | 6 | 1 | 1 | 4 | 11 | 40 | -29  |
| 9     | Áustria    | 6 | 0 | 0 | 6 | 6  | 77 | -71  |

| Campeões Europeus 2002 |
| ---------------------- |
| Espanha                |
| ESPANHA 11.º Título    |